# Sven Riederer
Sven Riederer (Bad Ragaz, 27 maart 1981) is een professioneel triatleet uit Zwitserland. Sven haalde bronzen medaille op de Olympische Spelen.
In zijn jeugd blonk hij uit in tennis, voetbal, skiën en zwemmen. In 1992 deed hij zijn eerste triatlon. Zijn internationale doorbraak maakte hij in 2001 met het winnen van het EK junioren. In 2002 werd hij Europees kampioen neo-senioren (onder 23 jaar) en tweede op het wereldkampioenschap. In 2003 behaalde won hij goud op het Europees kampioenschap voor teams.
Zijn grootste succes behaalde hij op de Olympische Spelen van 2004 in Athene. Hierbij finishte hij achter de Nieuw-Zeelanders Hamish Carter (goud) en Bevan Docherty. In 2005 won hij een bronzen medaille op het Europees kampioenschap voor senioren. In 2008 moest hij met een tijd van 1:51.19,45 genoegen nemen met een 22e plaats op de Olympische Spelen van 2008 in Peking.
De drievoudig Zwitsers kampioen triatlon is studeerde metaalbewerking en woont met zijn vrouw en zoon in Wallisellen. Hij is aangesloten bij SV Limmat Zürich en TV Unterstrass Zürich.

## Titels
- Europees jeugdkampioen triatlon - 2001
- Zwitsers kampioen triatlon - 2002, 2005
- Jeugdatleet van het Jaar - 2001

## Belangrijkste prestaties

### triatlon
- 2001:  EK junioren
- 2002:  WK (beneden 23 jaar)
- 2003: 5e EK olympische afstand in Karlovy Vary - 1:57.01
- 2003: 7e WK olympische afstand in Queenstown - 1:55.39
- 2003:  ITU wereldbekerwedstrijd in Athene
- 2004: 21e EK olympische afstand in Valencia - 1:50.25
- 2004: 12e WK olympische afstand in Funchal - 1:42.17
- 2004:  Olympische Spelen in Athene - 1:51.33,26
- 2005:  EK olympische afstand in Lausanne - 1:56.10
- 2005: 13e WK olympische afstand in Gamagōri - 1:51.03
- 2006:  ETU Europacupwedstrijd in Alanya
- 2006: 18e EK olympische afstand in Autun - 2:00.43
- 2006: 12e WK olympische afstand in Lausanne - 1:53.35
- 2007:  ITU wereldbekerwedstrijd in Edmonton
- 2007: 15e WK olympische afstand in Hamburg - 1:44.59
- 2008: 9e EK olympische Afstand in Lissabon - 1:55.03
- 2008: 23e Olympische Spelen in Peking - 1:51.19,45
- 2009: 18e ITU wereldbekerwedstrijd in Madrid - 1:54.37
- 2009: 6e ITU wereldbekerwedstrijd in Kitzbühel - 1:44.01
- 2009: 5e ITU wereldbekerwedstrijd in Hamburg - 1:45.31
- 2009: 11e ITU wereldbekerwedstrijd in Londen - 1:42.41
- 2009: 12e ITU wereldbekerwedstrijd in Gold Coast - 1:45.53
- 2010: 9e WK sprintafstand in Lausanne - 53.42
- 2011: 14e WK sprintafstand in Lausanne - 53.08
- 2011: 4e WK  olympische afstand - 3306p
- 2012: 6e WK sprintafstand in Stockholm - 54.50
- 2012: 4e WK  olympische afstand - 3773p
- 2012: 8e Olympische Spelen in London - 1:47.46
- 2013: 6e WK sprintafstand in Hamburg - 51.50
- 2013: 8e WK olympische afstand - 2494 p
- 2014: 37e WK sprintafstand in Hamburg - 53.21
- 2014: 14e WK olympische afstand - 1828 p
- 2015: 13e WK olympische afstand - 2555 p
- 2016: 75e WK olympische afstand - 123 p